# 根本由美
根本 由美（ねもと ゆみ、1958年12月17日 - ）は、日本の女優。千葉県松戸市出身。

## 来歴・人物
千葉県生まれ。妹が一人いる。公表していたサイズは身長162cm、B82cm、W59cm、H86cm（1980年当時）。城西大学附属城西高等学校卒業。
高校卒業後は美容学校へ入学してヘアメイクの勉強をしていたが、モデルのアルバイトをしていた友人の勧めで、美容学校を辞めて専業モデルとなり、スカイコーポレーション所属のモデルとしてデビュー。最初は家族に内緒でやっていたということだったが、たまたま本人が掲載されていた雑誌のグラビアが父親の目に入ったことで問題となり、彼女自身から説得する自信が無かったことから、マネジャーから父親に説得してもらってやっと許しを得ることが出来たという。
雑誌のグラビアやテレビCMへの出演を経て、バラエティー番組のタレントとして活動。女優業に進出し、特撮テレビドラマ『太陽戦隊サンバルカン』に嵐山大三郎長官の娘・美佐役で出演。一時期、芸名を「吉川由美」にしていたが、元の芸名（現在の芸名）に戻している。近年は婦人モデルとして活躍するかたわら、キャスティング事務所「ユーアンドアイ」を経て、独立。
『サンバルカン』で嵐山大三郎を演じた岸田森からは、特にかわいがってもらい親子役だったこともあって役名の「美佐」で呼ばれていたという。同作品ではまた、初回の初登場時にビキニの水着姿で基地内プールを泳ぐシーンから入り、OPでの主役陣紹介でも同様の映像が使用されている。その後、出演したにっかつロマンポルノ『軽井沢夫人』では、ヌードを披露し、バルイーグル（二代目）役の五代高之とラブシーンを熱演している。

## 出演作品

### テレビドラマ
- ミラクルガール （東京12チャンネル、東映）- 第18話「水着美女・湖上の決戦」（1980年）
- 熱中時代 第2シリーズ （日本テレビ）- 第11話「五年四組の反乱」（1980年）
- 大捜査線シリーズ・追跡 （フジテレビ、ユニオン映画）- 第34話「この子はだァれ?」（1980年）- 里村由香里 役
- 太陽戦隊サンバルカン （テレビ朝日、東映）（1981年） - 嵐山美佐 役
- 噂の刑事トミーとマツ （TBS、大映テレビ）- 第2シリーズ第17話「アリャ?! カラテ美女の意外な弱点」（1982年）

### テレビバラエティ
- 独占!おとなの時間 （東京12チャンネル）- レギュラーアシスタント[1]
- おはよう!こどもショー （日本テレビ）- レギュラー[6]

### 映画
- 太陽戦隊サンバルカン（1981年）
- 近頃なぜかチャールストン（1981年）- 襲われる女
- 軽井沢夫人（1982年）- 高倉亜矢　※「吉川由美」名義

### CM
- 花王 8×4[6]
- ボードン・ガール (1980年） - ボードン・シールド（バイク等のヘルメットのシールド）
- ロッテ[7]
- タンパックス[7]
- 牛乳石鹸[7]
- カネボウ薬品[7]
- 名古屋鉄道[7]
- 全日空[7]
  - など

### YouTube
- ファイアード刑事 （2025年、オミプロ） - 伊達愛子

### 書籍
- 平凡パンチ（マガジンハウス）-1978年10月2日号　No.729、表紙
- 月刊ウイークエンドスーパー（セルフ出版）-1978年12月号、グラビア
- 週刊ポスト（小学館）-1981年5月1日号、グラビア

### 音楽
- 「美佐の歌」「美剣士白バラ仮面」(いずれもCD「渡辺宙明音楽選3」収録曲、2023年)

### 舞台-波多野由美名義
- 桃色旋風vol.38-2019年12月14日
- 第49回　東京第7回　映像劇団テンアンツ公演板の上の二人と三人そして一人-小劇場B1（東京都）、2022年4月22日 ～5月5日
- 朗読night vol.5　面影-KINKI館（東京都）、2023年5月20日
- 朗読空間1 浅草橋 短編作品集-SPACE AVAILABLE 浅草橋（東京都）、2023年7月16日